# デイヴィッド・カーネギー (初代サウスエスク伯爵)
初代サウスエスク伯爵デイヴィッド・カーネギー（英語: David Carnegie, 1st Earl of Southesk PC、1575年 – 1658年2月）は、スコットランド貴族。弟に初代ノースエスク伯爵ジョン・カーネギーがいる。

## 生涯
デイヴィッド・カーネギー（1598年4月9日没）と2人目の妻ユフィーム・ウィームズ（Eupheme Wemyss）の長男として、1575年に生まれ、1598年に父の領地を継承した後、1601年から1603年まで大陸ヨーロッパを旅した。
1603年にスコットランド王ジェームズ6世がイングランド王に即位するとき、王妃アン・オブ・デンマークに同伴してイングランドに向かった。1609年、セント・アンドルーズ大学を改革するための理事に任命された。
ジェームズ6世の宗教政策を支持したため、1616年4月14日にキンナードのカーネギー卿に叙され、1633年6月22日にチャールズ1世がホリールード寺院で戴冠したとき、サウスエスク伯爵に叙された。
チャールズ1世とカヴェナンターの紛争（主教戦争）では最初はチャールズ1世を支持、1641年にチャールズ1世よりスコットランド枢密院の枢密顧問官に任命されたが、カヴェナンターが最終的に勝利を収めるとその軍門に下った。その後、1654年のクロムウェル恩赦法により、3000ポンドの罰金を処された。
1658年2月に死去、長男に先立たれたため次男ジェームズが爵位を継承した。

## 家族
1595年10月8日、マーガレット・リンジー（Margaret Lindsay、1614年7月9日没、サー・デイヴィッド・リンジーの娘）と結婚、4男6女を儲けた。
- デイヴィッド（1633年10月25日没） - 1613年9月14日、マーガレット・ハミルトン（Margaret Hamilton、初代ハディントン伯爵トマス・ハミルトン（英語版）の娘）と結婚、2女を儲けた
- ジェームズ（1669年3月没） - 第2代サウスエスク伯爵
- ジョン（1654年11月22日没） - 1632年10月27日、ジェーン・スクリムジャー（Jane Scrymgeour、サー・ジョン・スクリムジャーの娘）と結婚、1男を儲けた
- アレクサンダー（1682年3月没） - マーガレット・アーバスノット（1701年没、初代アーバスノット子爵ロバート・アーバスノットの姉妹）と結婚、7男3女を儲けた。第3代準男爵ジェームズ・カーネギー（法律上の第6代サウスエスク伯爵）は曾孫にあたる
- マーガレット（1661年没） - 1617年10月3日、初代ダルハウジー伯爵ウィリアム・ラムゼイ（英語版）と結婚、子供あり
- アグネス - 1620年8月8日、ジェームズ・サンディランズ（James Sandilands）と結婚、子供あり
- キャサリン - 1620年9月14日、初代トラクエア伯爵ジョン・ステュアート（英語版）と結婚、子供あり
- マージョリー（1651年12月22日没） - 1622年10月31日、ウィリアム・ハリバートン（William Haliburton）と結婚。1639年、初代アーバスノット子爵ロバート・アーバスノットと結婚。子供あり
- エリザベス - 1628年、初代バルヴァード卿アンドリュー・マレー（英語版）と結婚、子供あり
- マグダレーン（1645年11月没） - 1629年11月10日、初代モントローズ侯爵ジェイムズ・グラハムと結婚、子供あり